# Септимія Молодша
Септимія Севера Молодша (лат. Septimia Minor; 176/180 до н. е. — після 210) — римська матрона.

## Життєпис
Народилася в 176 або 180 році н. е. у Стародавньому Римі. Походила зі роду Северів. Її батьком був Септимій Север, а матір'ю Паккією Марціана. Також відомо, що у неї була старша сестра Септимія Старша. У неї були двоє молодших братів по батьківській лінії—Каракалла та Гета. Джерела описують Септимію, як скромну та добродушну дівчину. В Historia Augusta зазначається, що вона вийшла заміж за Аеція. Аецій вважається тією ж особою, що й Аетрій Север — був претором за часів правління Септимія Севера та намісником Сирії під час Каракалли. У пари не було дітей. Відповідно, діти Севера не залишили жодних прямих нащадків. Про подальшу долю Септимії немає відомостей. Є твердження, що дана особа є вигаданою разом зі свою старшою сестрою. Деякі історики вважають, що шлюб Севера та Маркіани був бездітним.